# Euroligue de basket-ball 1998-1999
Navigation
Édition précédente Édition suivante
L'Euroligue de basket-ball 1998-1999 est la 42e édition de l'Euroligue masculine, compétition qui rassemble les meilleurs clubs de basket-ball du continent européen. L'édition 1998-1999 met aux prises 24 équipes.

## Principe
L’édition 1998-1999 met aux prises 24 équipes. Lors du premier tour, ces vingt-quatre équipes sont réparties en quatre groupes de six. Lors du deuxième tour, chaque groupe est modifié : les trois derniers des groupes A et B et C et D se croisent et constituent de nouveaux groupes, E, F, G, H. Les trois premiers de chacun de ces groupes affrontent alors uniquement ces trois nouvelles équipes en matchs aller-retour lors de ce deuxième tour. Les résultats du premier tour sont conservés. Les quatre premiers sont qualifiés pour les playoffs. Les huitièmes de finale et les quarts de finale se jouent au meilleur des trois matchs, le Final Four se déroulant sur terrain neutre sur un match sec pour les demi-finales et la finale.

## Déroulement
Le premier tour se déroule du 23 septembre au 17 décembre 1998.

### 1ertour

#### Groupe A
| Rang | Équipe          | Pts | J  | G | P | Pp  | Pc  | Diff |  | Résultats (dom.\ext.) |       |       |       |       |       |       |
| ---- | --------------- | --- | -- | - | - | --- | --- | ---- |  | --------------------- | ----- | ----- | ----- | ----- | ----- | ----- |
| 1    | Žalgiris Kaunas | 18  | 10 | 8 | 2 | 801 | 753 | 48   |  | Žalgiris Kaunas       |       | 64-59 | 70-67 | 80-76 | 97-81 | 77-62 |
| 2    | Fenerbahçe      | 16  | 10 | 6 | 4 | 777 | 756 | 21   |  | Fenerbahçe            | 99-84 |       | 78-71 | 96-75 | 94-75 | 80-76 |
| 3    | EB Pau-Orthez   | 15  | 10 | 5 | 5 | 751 | 731 | 20   |  | EB Pau-Orthez         | 56-66 | 73-48 |       | 81-71 | 82-67 | 74-71 |
| 4    | Tau Cerámica    | 15  | 10 | 5 | 5 | 778 | 777 | 1    |  | Tau Cerámica          | 91-97 | 63-57 | 88-84 |       | 75-72 | 80-60 |
| 5    | Varese Roosters | 14  | 10 | 4 | 6 | 802 | 811 | -9   |  | Varese Roosters       | 75-84 | 92-78 | 89-77 | 86-78 |       | 95-73 |
| 6    | Avtodor Saratov | 12  | 10 | 2 | 8 | 732 | 813 | -81  |  | Avtodor Saratov       | 87-82 | 83-88 | 83-86 | 64-81 | 73-70 |       |

#### Groupe B
| Rang | Équipe                | Pts | J  | G  | P | Pp  | Pc  | Diff |  | Résultats (dom.\ext.) |       |       |       |       |       |       |
| ---- | --------------------- | --- | -- | -- | - | --- | --- | ---- |  | --------------------- | ----- | ----- | ----- | ----- | ----- | ----- |
| 1    | Panathinaïkós         | 20  | 10 | 10 | 0 | 750 | 628 | 122  |  | Panathinaïkós         |       | 77-63 | 67-58 | 83-70 | 74-58 | 77-71 |
| 2    | Efes Pilsen           | 17  | 10 | 7  | 3 | 710 | 702 | 8    |  | Efes Pilsen           | 53-80 |       | 81-74 | 80-57 | 82-74 | 73-60 |
| 3    | Maccabi Tel Aviv      | 14  | 10 | 4  | 6 | 690 | 688 | 2    |  | Maccabi Tel Aviv      | 62-84 | 66-68 |       | 76-57 | 81-55 | 78-59 |
| 4    | Cibona Zagreb         | 14  | 10 | 4  | 6 | 678 | 712 | -34  |  | Cibona Zagreb         | 61-69 | 76-70 | 78-60 |       | 54-61 | 77-80 |
| 5    | TDK Manresa           | 13  | 10 | 3  | 7 | 646 | 713 | -67  |  | TDK Manresa           | 58-63 | 67-68 | 72-65 | 67-79 |       | 74-59 |
| 6    | Étoile rouge Belgrade | 12  | 10 | 2  | 8 | 695 | 726 | -31  |  | Étoile rouge Belgrade | 74-76 | 71-72 | 67-70 | 66-69 | 88-60 |       |

#### Groupe C
| Rang | Équipe         | Pts | J  | G | P | Pp  | Pc  | Diff |  | Résultats (dom.\ext.) |       |       |       |       |       |       |
| ---- | -------------- | --- | -- | - | - | --- | --- | ---- |  | --------------------- | ----- | ----- | ----- | ----- | ----- | ----- |
| 1    | Olympiakós     | 18  | 10 | 8 | 2 | 746 | 677 | 69   |  | Olympiakós            |       | 55-50 | 74-76 | 58-72 | 71-55 | 94-65 |
| 2    | Kinder Bologne | 17  | 10 | 7 | 3 | 676 | 587 | 89   |  | Kinder Bologne        | 67-72 |       | 86-65 | 66-49 | 62-53 | 78-52 |
| 3    | CSKA Moscou    | 15  | 10 | 5 | 5 | 752 | 739 | 13   |  | CSKA Moscou           | 75-81 | 62-70 |       | 82-76 | 66-68 | 86-75 |
| 4    | Ülker Istanbul | 14  | 10 | 4 | 6 | 675 | 726 | -51  |  | Ülker Istanbul        | 79-89 | 49-60 | 64-91 |       | 62-55 | 76-65 |
| 5    | Zadar          | 13  | 10 | 3 | 7 | 660 | 717 | -57  |  | Zadar                 | 55-67 | 55-65 | 82-79 | 73-85 |       | 79-82 |
| 6    | Alba Berlin    | 13  | 10 | 3 | 7 | 725 | 788 | -63  |  | Alba Berlin           | 83-85 | 75-72 | 63-70 | 87-63 | 78-85 |       |

#### Groupe D
| Rang | Équipe                  | Pts | J  | G | P | Pp  | Pc  | Diff |  | Résultats (dom.\ext.)   |       |       |        |       |       |        |
| ---- | ----------------------- | --- | -- | - | - | --- | --- | ---- |  | ----------------------- | ----- | ----- | ------ | ----- | ----- | ------ |
| 1    | Union Olimpija          | 17  | 10 | 7 | 3 | 702 | 649 | 53   |  | Union Olimpija          |       | 64-54 | 76-84  | 57-45 | 84-68 | 84-55  |
| 2    | ASVEL Lyon-Villeurbanne | 17  | 10 | 7 | 3 | 729 | 700 | 29   |  | ASVEL Lyon-Villeurbanne | 77-68 |       | 77-73  | 71-66 | 80-66 | 92-69  |
| 3    | Real Madrid             | 16  | 10 | 6 | 4 | 795 | 742 | 53   |  | Real Madrid             | 67-68 | 71-70 |        | 65-69 | 77-69 | 101-72 |
| 4    | Teamsystem Bologne      | 15  | 10 | 5 | 5 | 676 | 639 | 37   |  | Teamsystem Bologne      | 63-66 | 84-61 | 66-73  |       | 76-61 | 77-58  |
| 5    | PAOK Salonique          | 14  | 10 | 4 | 6 | 722 | 738 | -16  |  | PAOK Salonique          | 76-68 | 65-69 | 87-75  | 68-59 |       | 85-66  |
| 6    | CSK Samara              | 11  | 10 | 1 | 9 | 685 | 841 | -156 |  | CSK Samara              | 60-67 | 74-78 | 88-109 | 59-71 | 84-77 |        |

### 2etour
Le deuxième tour se déroule du 7 janvier au 18 février 1999.

#### Groupe E
| Rang | Équipe                | Pts | J  | G  | P  | Pp   | Pc   | Diff |  | Résultats (dom.\ext.) |       |       |       |       |       |       |
| ---- | --------------------- | --- | -- | -- | -- | ---- | ---- | ---- |  | --------------------- | ----- | ----- | ----- | ----- | ----- | ----- |
| 1    | Žalgiris Kaunas       | 28  | 16 | 12 | 4  | 1259 | 1184 | 75   |  | Žalgiris Kaunas       |       |       | 64-74 |       | 75-66 | 91-65 |
| 2    | Fenerbahçe Istanbul   | 25  | 16 | 9  | 7  | 1209 | 1188 | 21   |  | Fenerbahçe Istanbul   |       |       | 66-61 |       | 76-66 | 78-61 |
| 3    | Cibona Zagreb         | 24  | 16 | 8  | 8  | 1114 | 1137 | -23  |  | Cibona Zagreb         | 71-79 | 85-74 |       | 66-56 |       |       |
| 4    | Pau-Orthez            | 24  | 16 | 8  | 8  | 1173 | 1132 | 41   |  | Pau-Orthez            |       |       | 76-79 |       | 66-69 | 70-61 |
| 5    | TDK Manresa           | 21  | 16 | 5  | 11 | 1047 | 1141 | -94  |  | TDK Manresa           | 78-80 | 71-62 |       | 51-69 |       |       |
| 6    | Étoile rouge Belgrade | 20  | 16 | 4  | 12 | 1122 | 1185 | -63  |  | Étoile rouge Belgrade | 77-69 | 88-66 |       | 75-85 |       |       |

#### Groupe F
| Rang | Équipe                 | Pts | J  | G  | P  | Pp   | Pc   | Diff |  | Résultats (dom.\ext.)  |       |       |        |       |        |        |
| ---- | ---------------------- | --- | -- | -- | -- | ---- | ---- | ---- |  | ---------------------- | ----- | ----- | ------ | ----- | ------ | ------ |
| 1    | Panathinaïkos          | 31  | 16 | 15 | 1  | 1211 | 1048 | 163  |  | Panathinaïkos          |       |       |        | 82-71 | 86-63  | 86-76  |
| 2    | Efes Pilsen            | 27  | 16 | 11 | 5  | 1166 | 1148 | 18   |  | Efes Pilsen            |       |       |        | 83-72 | 71-67  | 107-91 |
| 3    | Maccabi Elite Tel-Aviv | 23  | 16 | 7  | 9  | 1225 | 1161 | 64   |  | Maccabi Elite Tel-Aviv |       |       |        | 94-78 | 104-64 | 92-69  |
| 4    | Varese Roosters        | 23  | 16 | 7  | 9  | 1253 | 1277 | -24  |  | Varese Roosters        | 63-54 | 67-57 | 100-96 |       |        |        |
| 5    | Tau Cerámica           | 23  | 16 | 7  | 9  | 1208 | 1252 | -44  |  | Tau Cerámica           | 74-77 | 83-61 | 79-76  |       |        |        |
| 6    | Avtodor Saratov        | 19  | 16 | 3  | 13 | 1190 | 1324 | -134 |  | Avtodor Saratov        | 73-76 | 66-77 | 83-73  |       |        |        |

#### Groupe G
| Rang | Équipe             | Pts | J  | G  | P  | Pp   | Pc   | Diff |  | Résultats (dom.\ext.) | O     | K     |       | T     | P     |       |
| ---- | ------------------ | --- | -- | -- | -- | ---- | ---- | ---- |  | --------------------- | ----- | ----- | ----- | ----- | ----- | ----- |
| 1    | Olympiakós         | 27  | 16 | 11 | 5  | 1160 | 1086 | 74   |  | Olympiakós            |       |       |       | 62-73 | 57-71 | 85-63 |
| 2    | Kinder Bologne     | 26  | 16 | 10 | 6  | 1099 | 974  | 125  |  | Kinder Bologne        |       |       |       | 72-74 | 78-56 | 80-58 |
| 3    | CSKA Moscou        | 26  | 16 | 10 | 6  | 1206 | 1155 | 51   |  | CSKA Moscou           |       |       |       | 69-67 | 77-67 | 79-68 |
| 4    | Teamsystem Bologne | 25  | 16 | 9  | 7  | 1100 | 1039 | 61   |  | Teamsystem Bologne    | 60-63 | 67-65 | 83-69 |       |       |       |
| 5    | PAOK Salonique     | 21  | 16 | 7  | 9  | 1128 | 1144 | -16  |  | PAOK Salonique        | 72-66 | 71-57 | 69-71 |       |       |       |
| 6    | CSK Samara         | 17  | 16 | 1  | 15 | 1067 | 1326 | -259 |  | CSK Samara            | 70-81 | 61-71 | 62-89 |       |       |       |

#### Groupe H
| Rang | Équipe         | Pts | J  | G  | P  | Pp   | Pc   | Diff |  | Résultats (dom.\ext.) |       |       |       |       |       |       |
| ---- | -------------- | --- | -- | -- | -- | ---- | ---- | ---- |  | --------------------- | ----- | ----- | ----- | ----- | ----- | ----- |
| 1    | Union Olimpija | 32  | 16 | 13 | 3  | 1142 | 1014 | 128  |  | Union Olimpija        |       |       |       | 80-62 | 66-59 | 76-65 |
| 2    | ASVEL Lyon     | 31  | 16 | 9  | 7  | 1143 | 1138 | 5    |  | ASVEL Lyon            |       |       |       | 72-56 | 82-88 | 69-61 |
| 3    | Real Madrid    | 31  | 16 | 9  | 7  | 1247 | 1197 | 50   |  | Real Madrid           |       |       |       | 72-85 | 74-63 | 86-75 |
| 4    | Ülker Istanbul | 23  | 16 | 7  | 9  | 1110 | 1168 | -58  |  | Ülker Istanbul        | 61-71 | 86-64 | 85-83 |       |       |       |
| 5    | Alba Berlin    | 22  | 16 | 6  | 10 | 1144 | 1220 | -76  |  | Alba Berlin           | 57-75 | 73-71 | 79-64 |       |       |       |
| 6    | KK Zadar       | 20  | 16 | 4  | 12 | 1064 | 1149 | -85  |  | KK Zadar              | 61-72 | 74-56 | 68-73 |       |       |       |

### Playoffs

#### Huitièmes de finale
Les huitièmes de finale se disputent les 2, 4 et 11 mars 1999.
| Équipe               | Score | Équipe            | 1re manche | 2e manche | 3e manche |
| -------------------- | ----- | ----------------- | ---------- | --------- | --------- |
| Efes Pilsen İstanbul | 2 - 0 | CSKA Moscou       | 73 - 58    | 105 - 98  | -         |
| Žalgiris Kaunas      | 2 - 0 | Ulker Istanbul    | 76 - 62    | 93 - 82   | -         |
| ASVEL                | 2 - 1 | Cibona Zagreb     | 95 - 63    | 68 - 79   | 74 - 70   |
| Olympiakós           | 2 - 0 | Roosters Varese   | 78 - 66    | 83 - 77   | -         |
| Fenerbahçe           | 0 - 2 | Real Madrid       | 81 - 89    | 74 - 85   | -         |
| Panathinaikos        | 0 - 2 | Fortitudo Bologne | 58 - 63    | 64 - 88   | -         |
| Virtus Bologne       | 2 - 0 | Maccabi Tel-Aviv  | 78 - 57    | 70 - 55   | -         |
| Olimpija Ljubljana   | 1 - 2 | Pau-Orthez        | 72 - 63    | 57 - 74   | 57 - 64   |

#### Quarts de finale
Les quarts de finale se disputent les 23, 25 mars et 1er avril 1999.
| Équipe            | Score | Équipe               | 1re manche | 2e manche | 3e manche |
| ----------------- | ----- | -------------------- | ---------- | --------- | --------- |
| Žalgiris Kaunas   | 2 - 0 | Efes Pilsen İstanbul | 69 - 60    | 84 - 70   | -         |
| Olympiakós        | 2 - 0 | ASVEL                | 70 - 57    | 81 - 77   | -         |
| Fortitudo Bologne | 2 - 0 | Real Madrid          | 90 - 63    | 76 - 65   | -         |
| Pau-Orthez        | 1 - 2 | Virtus Bologne       | 67 - 59    | 75 - 93   | 54 - 70   |

#### Final Four
|  | Demi-finales      | Demi-finales      |                |    | Finale            | Finale            |
|  | Demi-finales      | Demi-finales      |                |    | Finale            | Finale            |
|  |                   |                   |                |    |                   |                   |
|  | 20 avril, 18 h 30 | 20 avril, 18 h 30 |                |    | 22 avril, 21 h 00 | 22 avril, 21 h 00 |
|  | 20 avril, 18 h 30 | 20 avril, 18 h 30 |                |    | 22 avril, 21 h 00 | 22 avril, 21 h 00 |
|  | Fortitudo Bologne | 57                |                |    | 22 avril, 21 h 00 | 22 avril, 21 h 00 |
|  | Fortitudo Bologne | 57                |                |    | 22 avril, 21 h 00 | 22 avril, 21 h 00 |
|  | Virtus Bologne    | 62                |                |    | 22 avril, 21 h 00 | 22 avril, 21 h 00 |
|  | Virtus Bologne    | 62                | Virtus Bologne | 74 |                   |                   |
|  | 20 avril, 21 h 00 |                   | Virtus Bologne | 74 |                   |                   |
|  |                   | Žalgiris Kaunas   | 82             |    |                   |                   |
|  | Žalgiris Kaunas   | Žalgiris Kaunas   | 82             | 87 |                   |                   |
|  | Žalgiris Kaunas   |                   |                | 87 |                   |                   |
|  | Olympiakós        | 71                |                |    |                   |                   |
|  | Olympiakós        | 71                | 3e place       |    |                   |                   |
|  |                   |                   |                |    |                   |                   |
|  | 22 avril, 18 h 30 |                   |                |    |                   |                   |
|  |                   |                   |                |    |                   |                   |
|  | Fortitudo Bologne | 63                |                |    |                   |                   |
|  | Fortitudo Bologne | 63                |                |    |                   |                   |
|  | Olympiakós        | 74                |                |    |                   |                   |
|  | Olympiakós        | 74                |                |    |                   |                   |

## Équipe victorieuse
Joueurs : 
- N°4 Tyus Edney ( États-Unis)
- N°6 Mindaugas Žukauskas ( Lituanie)
- N°7 Saulius Štombergas ( Lituanie)
- N°8 George Zidek ( République tchèque)
- N°9 Eurelijus Žukauskas ( Lituanie)
- N°10 Dainius Adomaitis ( Lituanie)
- N°12 Tomas Masiulis ( Lituanie)
- N°13 Darius Maskoliūnas ( Lituanie)
- N°14 Anthony Bowie ( États-Unis)
- N°15 Kęstutis Šeštokas ( Lituanie)

Entraîneur :  Jonas Kazlauskas ( Lituanie)

## Récompenses individuelles
- MVP du Final Four :  Tyus Edney (Žalgiris Kaunas)
- 5 majeur du Final Four :

 Tyus Edney (Žalgiris Kaunas)
 Anthony Bowie (Žalgiris Kaunas)
 Saulius Štombergas (Žalgiris Kaunas)
 Radoslav Nesterović (Kinder Bologne)
 Eurelijus Žukauskas (Žalgiris Kaunas)

## Statistiques individuelles

### Points
| Rang | Joueur          | Équipe         | Matchs | Points | Moyenne |
| ---- | --------------- | -------------- | ------ | ------ | ------- |
| 1.   | İbrahim Kutluay | Fenerbahçe     | 17     | 364    | 21,4    |
| 2.   | Dejan Bodiroga  | Panathinaïkos  | 17     | 344    | 20,2    |
| 3.   | Harun Erdenay   | Ülker Istanbul | 18     | 362    | 20,1    |

### Rebonds
| Rang | Joueur           | Équipe           | Matchs | Rebonds | Moyenne |
| ---- | ---------------- | ---------------- | ------ | ------- | ------- |
| 1.   | Žan Tabak        | Fenerbahçe       | 18     | 180     | 10,0    |
| 2.   | Hüseyin Beşok    | Efes Pilsen      | 20     | 192     | 9,6     |
| 3.   | Victor Alexander | Maccabi Tel Aviv | 18     | 161     | 8,9     |

### Passes décisives
| Rang | Joueur         | Équipe          | Matchs | Passes décisives | Moyenne |
| ---- | -------------- | --------------- | ------ | ---------------- | ------- |
| 1.   | Tyus Edney     | Žalgiris Kaunas | 22     | 135              | 6,1     |
| 2.   | Delaney Rudd   | ASVEL           | 21     | 124              | 5,9     |
| 3.   | Petar Naumoski | Efes Pilsen     | 19     | 110              | 5,8     |

### Autres statistiques
| Catégorie              | Joueur             | Équipe                   | Matchs | Moyenne |
| ---------------------- | ------------------ | ------------------------ | ------ | ------- |
| Interceptions          | Gerald Lewis       | Zadar                    | 15     | 2,5     |
| Balles perdues         | Frankie King       | PAOK Salonique           | 15     | 3,5     |
| Minutes                | Petar Naumoski     | Efes Pilsen              | 19     | 39,1    |
| Pourcentage aux tirs   | Artūras Karnišovas | Teamsystem Bologne       | 20     | 89,6%   |
| Pourcentage à 2-points | Milenko Topić      | Étoile rouge de Belgrade | 16     | 64,1%   |
| Pourcentage à 3-points | Valeriy Dayneko    | CSKA Moscou              | 18     | 57,9%   |

### Meilleures performances individuelles
| Catégorie        | Joueur             | Équipe          | Statistique | Adversaire                     |
| ---------------- | ------------------ | --------------- | ----------- | ------------------------------ |
| Points           | İbrahim Kutluay    | Fenerbahçe      | 41          | Cibona (10 fév. 1999)          |
| Rebonds          | Hüseyin Beşok      | Efes Pilsen     | 21          | Varese Roosters (7 jan. 1999)  |
| Rebonds          | Nikola Prkačin     | Cibona          | 21          | Pau-Orthez (7 jan. 1999)       |
| Passes décisives | Elmer Bennett      | Tau Cerámica    | 17          | Žalgiris Kaunas (10 déc. 1998) |
| Interceptions    | Saulius Štombergas | Žalgiris Kaunas | 9           | Cibona (18 fév. 1999)          |